# パウル・ブローベル
パウル・ブローベル（ドイツ語: Paul Blobel, 1894年8月13日‐1951年6月8日）は、ナチス・ドイツ親衛隊（SS）の将校。アインザッツグルッペンの指揮官の一人。またナチスの残虐活動の証拠隠滅を行った1005作戦の指揮官もしていた。最終階級は親衛隊大佐（SS-Standartenführer）。

## 略歴
ポツダム出身。第一次世界大戦に従軍し、一級鉄十字章・二級鉄十字章を受けた。戦後は建築を勉強し、1924年から建築の仕事に就いたが、1931年に失業したのち国家社会主義ドイツ労働者党（ナチス党）に入党。親衛隊員となり、SDに配属された。
独ソ戦開始後の1941年6月にウクライナで「パルチザン」狩りをするアインザッツグルッペンC（司令官オットー・ラッシュ）に属するゾンダーコマンド4a隊の隊長に任じられた。ブローベルの部隊は主にバビ・ヤールとキエフで「政治的・人種的に好ましくない者」達を銃殺した。彼が隊長に在任している間だけでも1万人から1万5000人が銃殺されたとみられている。
しかしやがてアルコール使用障害で体を壊し、1942年1月13日にこの役職から解雇された。1942年6月からは、1005作戦というアインザッツグルッペンの虐殺をはじめ東ヨーロッパでナチスが行った残虐行為の証拠隠滅作戦を実行する部隊の指揮官に任じられた。この任務の中では、大量の墓から死体を掘り起こすなどした。

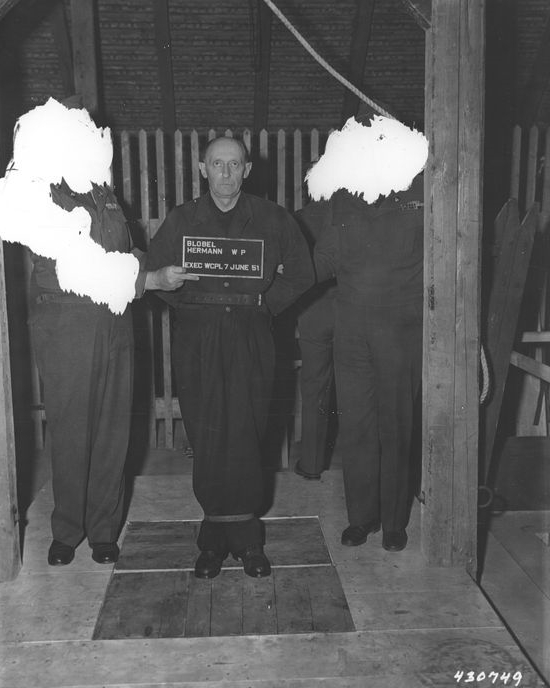
処刑直前のブローベル

戦後、アメリカ軍の開いたニュルンベルク継続裁判のアインザッツグルッペン裁判にかけられ、絞首刑判決を受けた。1951年6月8日にランツブルク刑務所でオットー・オーレンドルフやオズヴァルト・ポールらとともに刑死した。最期の言葉は「私は我が国民の信仰の中に死ぬ。願わくはドイツ国民がこれの敵に気付くことを！」であった。